# T. Casey Brennan
 (mai 2025).
Motif : Sources ? Notoriété ?
- Archive Wikiwix
- Bing
- Cairn
- DuckDuckGo
- E. Universalis
- Gallica
- Google
- G. Books
- G. News
- G. Scholar
- Persée
- Qwant
- (zh) Baidu
- (ru) Yandex
- (wd) trouver des œuvres sur Wikidata

| 1. | Préciser le motif de la pose du bandeau. | Précisez le motif de la pose du bandeau en utilisant la syntaxe suivante : {{admissibilité à vérifier\|date=mai 2025\|motif=remplacez ce texte par le motif}}                         |
| 2. | Informer les utilisateurs concernés.     | Pensez à avertir le créateur de l'article, par exemple, en insérant le code ci-dessous sur sa page de discussion : {{subst:avertissement admissibilité à vérifier\|T. Casey Brennan}} |

 (avril 2019).
Si vous disposez d'ouvrages ou d'articles de référence ou si vous connaissez des sites web de qualité traitant du thème abordé ici, merci de compléter l'article en donnant les références utiles à sa vérifiabilité et en les liant à la section « Notes et références ».
Terrance Casey Brennan, né le 11 aout 1948, est un scénariste américain de bande dessinée.

## Biographie
Durant des années 1970, il écrit pour Warren Publishing dans Creepy et Eerie, ainsi que Vampirella qui sont des anthologies en noir et blanc de bandes dessinées d'horreur. Il écrit aussi pour DC Comics House of Mystery et Archie Comics Red Circle Sorcery.[réf. souhaitée]
Dans les années 1980, Brennan milite afin de bannir toute représentation d'usage de tabac dans les comics, ce qui a amené Bill Clinton, alors Gouverneur de l'Arkansas d'émettre un avis proclamant le mois de janvier 1990 comme étant le mois comme étant « Le mois T. Casey Brennan »[réf. souhaitée].

### Actor Comics Presents
- 1 : Hypothetical Cerebus (art par Dave Sim)

### Creepy
- 31 : Death of a Stranger (art par Ernie Colón)
- 36 : On the Wings of a Bird (art par Jerry Grandenetti)
- 37 : The Cut-Throat Cat Blues (art par Ernie Colón)
- 38 : Escape From Nowhere World (art par Jerry Grandenetti) ; Loathsome Lore! (art par Ken Kelly)
- 43 : The Golden Sun Disc of the Incas (art par Richard Corben)
- 44 : The Last Days of Hans Bruder (art par Frank Bolle)
- 45 : Dungeons of the Soul (art par Felix Mas)
- 47 : Mark of the Phoenix(art par Reed Crandall)
- 50 : Climbers of the Tower (art par Felix Mas)
- 61 : A Stranger in Eternity (art par Adolfo Abellan)
- 63 : A Ghost of a Chance (art par Vicente Alcazar)

### Eerie
- 22 : Family Curse (art par Tony Williamsune)
- 29 : Strange Gateway (art par Jack Sparling)
- 36 : Eerie's Monster Gallery (art par Pablo Marcos)
- 38 : The Carrier of the Serpent (art par Jerry Grandenetti) ; A Stranger in Hell (art par Esteban Maroto)

### Vampirella
- 5 : Escape Route! (art par Mike Royer)
- 17 : Beware Dreamers! (art par Jose Gonzalez)
- 18 : Dracula Still Lives! (art par Jose Gonzalez)
- 19 : The Shadow of Dracula! (art par Jose Gonzalez)
- 20 : When Wakes the Dead! (art par Jose Gonzalez)
- 21 : Prologue (art par Jose Gonzalez)

### Vampus
- 45 : El Disco del Sol (art par Richard Corben), page 1

### Fantasy Quarterly
- 1 : Doorway to the Gods (art par Dave Sim, p. 1-6

### House of Mystery
- 260 : Dead Wrong (art par Jerry Grandenetti)
- 267 : A Strange Way to Die (art par Abe Ocampo)
- 268 : The Man Who Spoke With Spirits (art par Jess Jodloman)
- 274 : The Soul of Faustus (art par Jerry Bingham et Tex Blaisdell)

### Nightmare
(Skywald Publications)
- 11 : Where Gods Once Stood (art par Carlos Garzon)

### Orb
- 5 : One Man's Madness (art par Gene Day)

### Power Comics
- 1 : A Gift of Wonder (art par Vince Marchesano) ; A Boy and his Aardvark (art par Dave Sim), p. 1-5

### Red Circle Sorcery
- 6 : Black Fog (art par Gray Morrow), p. 1-2
- 7 : The Benefactor (art par Vicente Alcazar)
- 10 : The Demon Rider (art par Jack Abel et Wally Wood)

### Tara On The Dark Continent
- 2 : The Black Mistress: Mystery of the Drowned Dowager (art par Bill Black), p. 1-3

### The Equinox, volume V,no3
- What Rabbits Are Like